# Microscopi de camp fosc

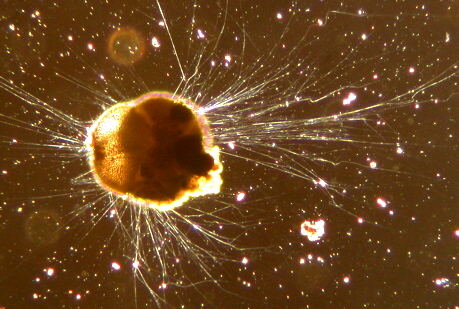
Ammonia tepida, un foraminífer, en microscòpia de fons fosc. Els tènues pseudòpodes es veuen clars, contra un fons fosc.

El microscopi de camp fosc és una màquina dissenyada per observar preparacions microscòpiques. Té una gran utilitat en la microbiologia d'aigües per observar microorganismes vius. Utilitza un feix de llum molt intens en forma de conus buit concentrat sobre la mostra. L'objectiu il·luminat dispersa la llum i es fa així visible contra un fons fosc que té darrere, com les partícules de pols il·luminades en un raig de sol que es cola per una escletxa. Per això les porcions transparents de la mostra queden fosques, mentre que les superfície i les partícules es veuen brillants, per la llum que reben i dispensen en totes les direccions, incloses la de l'eix òptic que connecta la mostra amb la pupil·la de l'observador. Aquest forma d'il·luminació s'utilitza per analitzar elements biològics transparents i sense pigmentar, invisibles en la il·luminació normal.
L'objectiu rep la llum dispersa o refractada per les estructures de la mostra. Per aconseguir-ho, el microscopi de camp fosc està equipat amb un condensador especial que il·lumina la mostra amb una llum forta indirecta. En conseqüència el camp visual s'observa rere la mostra com un fons fosc sobre el qual apareixen petites partícules brillants de la mostra que reflecteixen part de la llum cap a l'objectiu.